# Saint-Maurice (Puy-de-Dôme)
Saint-Maurice – miejscowość i gmina we Francji, w regionie Owernia-Rodan-Alpy, w departamencie Puy-de-Dôme.
Według danych na rok 1990 gminę zamieszkiwały 753 osoby, a gęstość zaludnienia wynosiła 139 osób/km² (wśród 1310 gmin Owernii Saint-Maurice plasuje się na 296 miejscu pod względem liczby ludności, natomiast pod względem powierzchni na miejscu 969).